# Erich Walter (Politiker)
Erich Walter (* 28. August 1906 in Berlin; † 16. März 1993 ebenda) war ein deutscher Politiker (SPD).
Erich Walter machte eine Lehre als Schlosser und wurde später Angestellter der Gewerkschaft. Da Kurt Mattick zum Bundestagsabgeordneten gewählt wurde, konnte Walter im Oktober 1953 in das Abgeordnetenhaus von Berlin nachrücken. Er schied Ende 1954 aus dem Parlament aus.